# Dödgrävare (yrke)

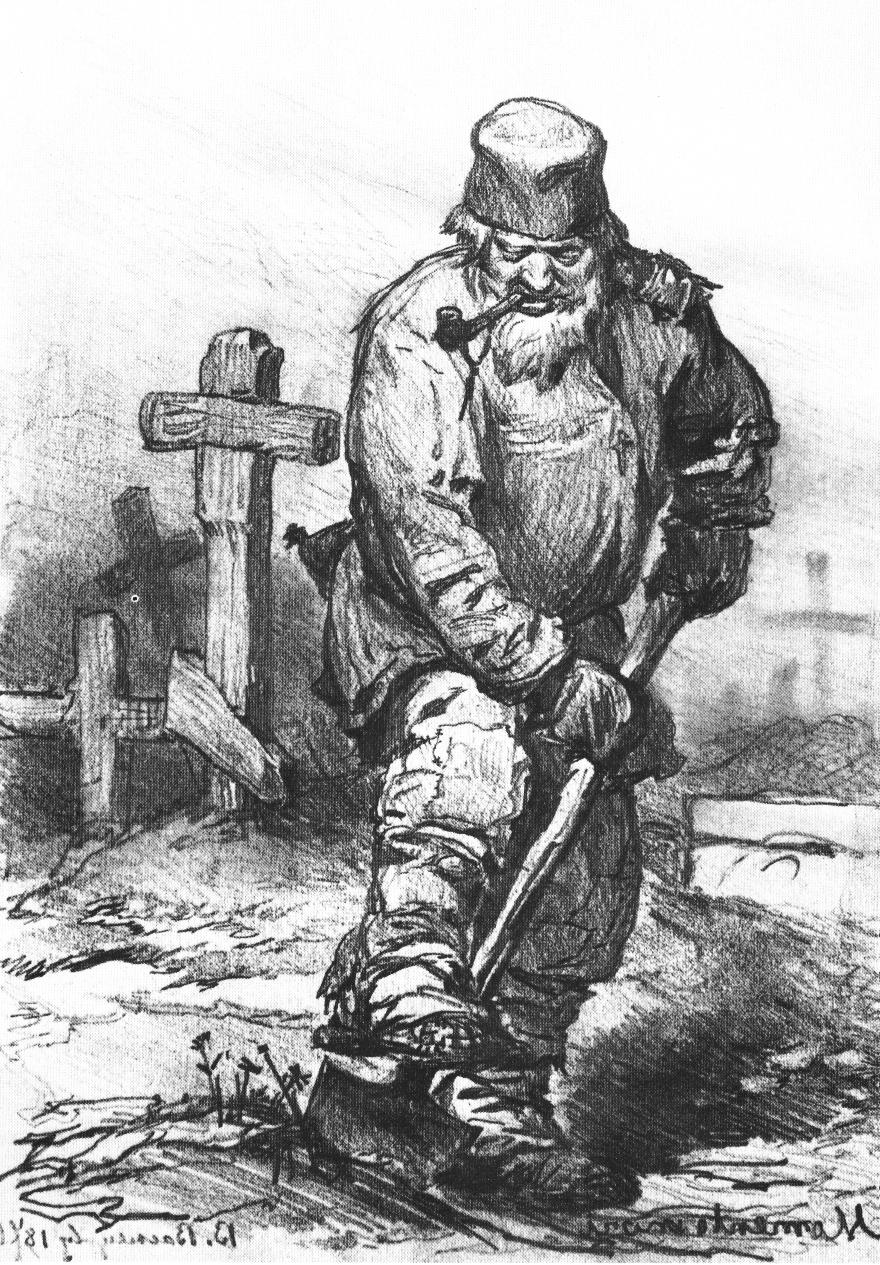
Dödgrävare (Могильщик), av Viktor Vasnetsov, 1871.

Dödgrävare är en kyrkogårdsarbetare som ansvarar för att gräva en grav inför en begravningsceremoni. Gravgrävare har historiskt sett ofta varit medlemmar i kyrkan men på moderna sekulära begravningsplatser kan de vara tillfälligt eller heltidsanställda.
I många kulturer stigmatiseras gravgrävare för sin förknippelse med de döda, vilket många religioner anser vara orent. I medellågtyskan har även begreppet rackare (avlägsnande av orenligheter och as, kastrerare, avlivare, biträde åt bödel med mera) bland annat använts om dödgrävare.
Gravgrävare är relativt vanliga motiv i gotisk fiktion och deckare.